# Ardisia zakii
Ardisia zakii é uma espécie de planta da família Myrsinaceae. É endêmica do Equador. Está ameaçada por perda de habitat.